# Leslie Easterbrook

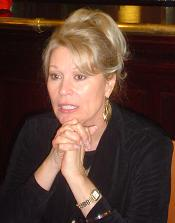
Leslie Easterbrook 2006

Leslie Easterbrook (* 29. Juli 1949 in Los Angeles, Kalifornien) ist eine US-amerikanische Schauspielerin.

## Leben
Sie wurde von einer Familie im ländlichen Nebraska adoptiert und wuchs dort auf. Ihr Vater war Professor für Gesang und Trompete an der University of Nebraska in Kearney. Er bereitete sie für Opernrollen vor und unterrichtete sie im Trompetenspiel für die erfolgreiche Fernsehserie Laverne & Shirley.
Mit ungefähr einem Dutzend Filmen und über 300 Episoden im amerikanischen Fernsehen ist Easterbrook ein vertrautes Gesicht für das amerikanische Publikum. In Laverne & Shirley wurde sie in der Rolle der Marilyn-Monroe-ähnlichen Nachbarin bekannt. Die Rolle, in der sie am bekanntesten wurde, ist die der Blondine Debbie Callahan in der populären Filmreihe Police Academy. Diese verkörperte sie in sechs der sieben Filme.
Unter den Fernsehserien, in denen Leslie mitspielte, waren Mord ist ihr Hobby, Echt super, Mr. Cooper, Baywatch, Matlock, Hunter und Ein Duke kommt selten allein. In der Seifenoper Ryan’s Hope spielte sie die Rolle der Devlin Kowalski. 2007 war sie in einer Nebenrolle in dem Horrorfilm Halloween zu sehen. Schon zwei Jahre zuvor hatte sie in The Devil’s Rejects als Darstellerin mit Regisseur Rob Zombie zusammengearbeitet.
Wegen ihres Gesangstalents wurde Leslie Easterbrook ausgewählt, beim Super Bowl XVII die Nationalhymne zu singen und weitere Hauptrollen in zahlreichen Musicals am Broadway und im ganzen Land zu spielen.

## Filmografie (Auswahl)

### Kinofilme
- 1980: Sag mir, was Du willst (Just Tell Me What You Want) – Regie: Sidney Lumet
- 1984: Police Academy – Dümmer als die Polizei erlaubt (Police Academy) – Regie: Hugh Wilson
- 1985: Die Superaufreißer (Private Ressort) – Regie: George Bowers
- 1986: Police Academy 3 – … und keiner kann sie bremsen (Police Academy 3: Back in Training) – Regie: Jerry Paris
- 1987: Police Academy 4 – Und jetzt geht’s rund (Police Academy 4: Citizens on Patrol) – Regie: Jim Drake
- 1988: Police Academy 5 – Auftrag Miami Beach (Police Academy 5: Assignment: Miami Beach) – Regie: Alan Myerson
- 1989: Police Academy 6 – Widerstand zwecklos (Police Academy 6: City Under Siege) – Regie: Peter Bonerz
- 1994: Police Academy 7 – Mission in Moskau (Police Academy: Mission to Moscow) – Regie: Alan Metter
- 1995: Mr. Payback: An Interactive Movie – Regie: Bob Gale
- 1997: The Hunted – Gejagt bis aufs Blut (The Hunted) – Regie: Max Kleven
- 1999: Welcome to Kahuna – Regie: Alan Metter
- 2000: Furz der Film (Artie) – Regie: Matt Berman
- 2001: Maniacts – Regie: C.W. Cressler
- 2005: The Devil’s Rejects (The Devil’s Rejects) – Regie: Rob Zombie
- 2007: Halloween (Rob Zombie’s Halloween) – Regie: Rob Zombie
- 2007: Nach 7 Tagen – Ausgeflittert (The Heartbreak Kid) – Regie: Peter und Bobby Farrelly
- 2007: The House – Die Schuldigen werden bestraft (House) – Regie: Robby Henson
- 2010: Another American Crime (The Afflicted) – Regie: Jason Stoddard
- 2015: All in or Nothing (River 9) – Regie: Chris W. Freeman und Justin Jones
- 2015: Lavalantula – Angriff der Feuerspinnen (Lavalantula)
- 2016: Greater – Regie: David Hunt
- 2016: Terror Birds – Regie: Sean Cain
- 2017: The Neighborhood – Regie: Frank D’Angelo

### Fernsehen
- 1980–1983: Laverne & Shirley (Serie, 51 Folgen)
- 1988: 847 – Flug des Schreckens (The Taking of Flight 847: The Uli Derickson Story) – Regie: Paul Wendkos
- 1988–1995: Mord ist ihr Hobby (Murder, She Wrote, Serie, 4 Folgen)
- 1991: Baywatch – Die Rettungsschwimmer von Malibu (1 Folge)